# Frigide
Frigiditeit (v. Lat. frigidus = koud) is het voortdurend ontbreken van lustgevoelens bij de vrouw tijdens het geslachtsverkeer. Een frigide vrouw is seksueel ongevoelig.
Hoewel het ontbreken van lustgevoelens zowel bij mannen als bij vrouwen voorkomt, is frigiditeit vrijwel altijd met vrouwen in verband gebracht.
Bij lichte vormen van frigiditeit bestaat een voortdurend onvermogen een orgasme te bereiken; bij ernstige vormen kan afkeer van geslachtsgemeenschap of de seksuele partner optreden. Soms treedt ook vaginisme (ICD-10 F52.5 en ICD-10 N94.2) op. De oorzaak is vrijwel altijd van psychische aard.
Het af en toe geen zin hebben in seksueel contact of het totaal geen zin hebben in seksueel contact met één bepaalde persoon heeft niets met frigiditeit te maken.

## Hedendaagse inzichten
Frigide en frigiditeit zijn verouderde begrippen uit de seksuologie. Ze werden vroeger gebruikt als een vrouw op seksueel gebied niet reageerde zoals men van haar verwachtte. Als een vrouw bijvoorbeeld geen orgasme kreeg tijdens het vrijen of geen zin had in seks, werd ze al snel 'frigide' genoemd.
Onder seksuologen is dit begrip niet meer gangbaar, omdat bijzonder weinig vrouwen écht seksueel ongevoelig zijn. Meestal spelen andere factoren een rol, zoals een onvoldoende stimulatie van de clitoris of het ongewenst hebben van gemeenschap (zie verkrachting). Omdat 'frigide' ten onrechte suggereert dat er in dit soort gevallen iets mankeert aan de vrouw, heeft het woord een nare klank gekregen.
Dit is vergelijkbaar met het begrip impotentie bij mannen, dat seksuologen tegenwoordig ook weinig meer gebruiken.
De huidige vaktermen voor seksuele problemen zijn preciezer, bijvoorbeeld 'gebrek aan seksueel verlangen', 'moeilijk opgewonden kunnen raken', anorgasmie of vaginisme.